# Auffay
Auffay ist ein Ort und eine Commune déléguée in der französischen Gemeinde Val-de-Scie mit 1.846 Einwohnern (1. Januar 2022) im Département Seine-Maritime in der Region Normandie.

## Lage
Auffay liegt in einer Höhe von etwa 100 Meter ü. d. M. im Tal der Scie im Pays de Caux etwa 42 Kilometer (Fahrtstrecke) nördlich von Rouen bzw. 27 Kilometer südlich von Dieppe.

## Bevölkerungsentwicklung
| Jahr      | 1962  | 1968  | 1975  | 1982  | 1990  | 1999  | 2006  |
| Einwohner | 1.448 | 1.432 | 1.702 | 1.788 | 1.888 | 1.867 | 1.793 |

Im 19. und in der ersten Hälfte des 20. Jahrhunderts hatte der Ort beständig zwischen 1.000 und maximal knapp 1.500 Einwohner.

## Wirtschaft
Die Landwirtschaft spielt immer noch die wichtigste Rolle im Wirtschaftsleben der Gemeinde, die über Jahrhunderte auch als regionales Handels-, Handwerks- und Dienstleistungszentrum für die Weiler und Einzelgehöfte in der Umgebung fungierte.

## Geschichte
Im Jahr 1060 gründeten sechs Kanoniker des Augustinerordens hier eine Kirche, doch bereits 19 Jahre später wurden sie durch Benediktiner-Mönche der Abtei Saint-Évroult ersetzt. Der sich um das Kloster entwickelnde Ort erhielt im Jahre 1203 durch Herzog Johann Ohneland Gemeinderechte. Nach der Schlacht von Azincourt (1415), einem der wichtigsten Ereignisse des Hundertjährigen Krieges, wurde der Ort von den Engländern besetzt; die Burgunder setzten ihn 1472 in Brand. König Heinrich IV. hielt sich mehrmals in der Stadt auf. Während der Französischen Revolution war Auffay einige Jahre lang (1790–1801) Kantonshauptstadt. In der Nacht vom 10. auf den 11. Juni 1940 wurde der Ort von deutschen Brandbomben schwer getroffen; später befand sich in der Nähe eine Abschussrampe für V1-Raketen.
Die Gemeinde Auffay wurde am 1. Januar 2019 mit Cressy und Sévis zur Commune nouvelle Val-de-Scie zusammengeschlossen. Sie hat seither den Status einer Commune déléguée.

## Sehenswürdigkeiten

### Kollegiatkirche Notre-Dame
Die ehemalige Kollegiat- und heutige Pfarrkirche wird von einem als Laternenturm konzipierte Vierungsturm überragt. Der Kirchenbau ist bereits seit 1846 als Monument historique anerkannt.

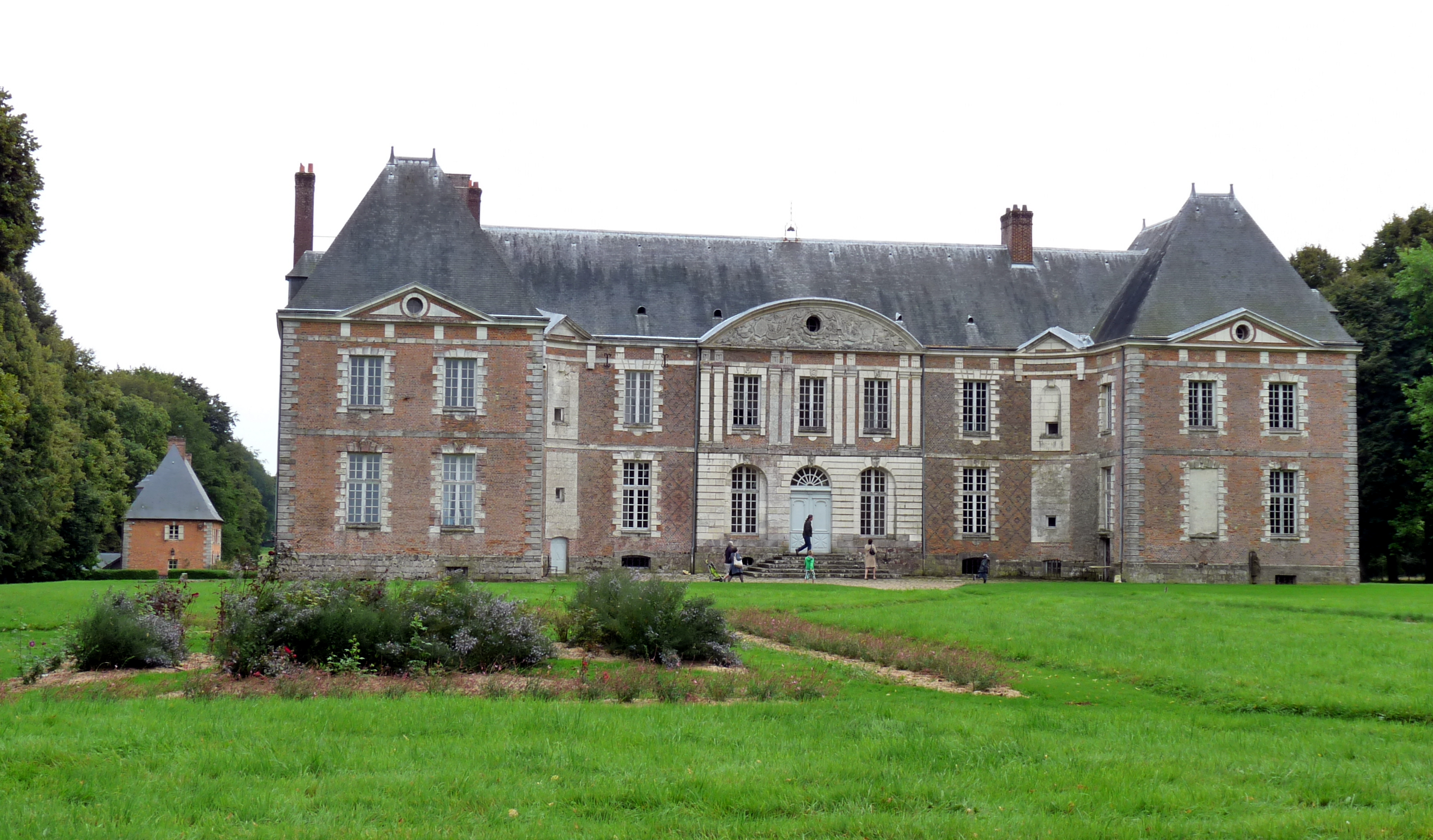
Château de Bosmelet

### Schloss Bosmelet
Das Schloss wurde in der ersten Hälfte des 17. Jahrhunderts erbaut und in späterer Zeit mit Ergänzungen versehen. Seit 1931 ist es als Monument historique klassifiziert. Im Zweiten Weltkrieg durch Bombentreffer stark beschädigt, können Teile des wiederhergestellten Gebäudes heute für Veranstaltungen oder als Ferienwohnung gemietet werden.

## Persönlichkeiten
- Abel Decaux (1869–1943), französischer Organist, Komponist und Musikpädagoge
- Michel Hollard (1898–1993), französischer Widerstandskämpfer

## Partnerstädte
- Bleckede, Niedersachsen
- Monreal del Campo, Provinz Teruel (Spanien)